# Fairchild Aircraft

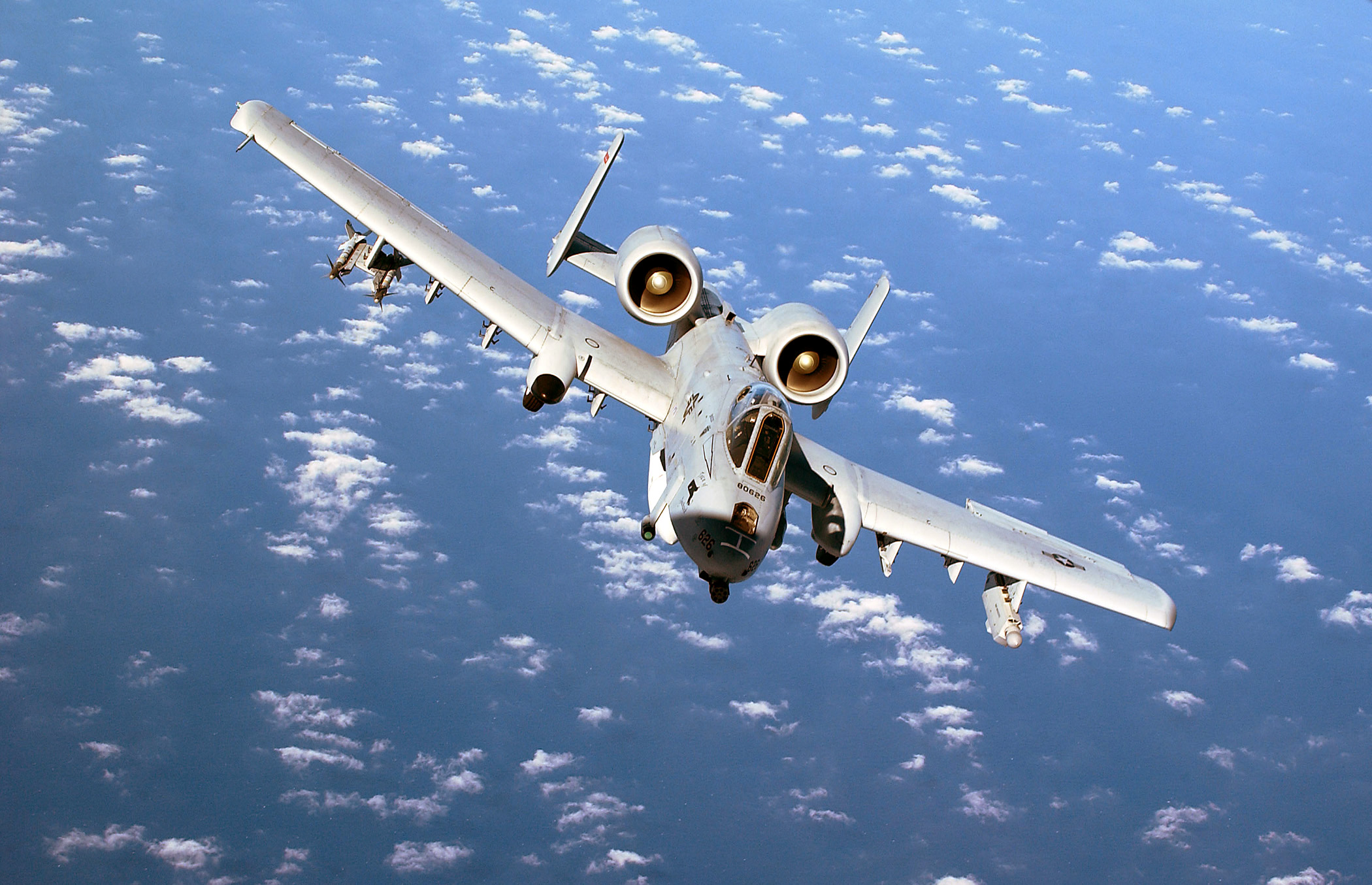
A-10 Thunderbolt II

Фейрчайлд Ейркрафт (англ. Fairchild Aircraft Ltd.) — колишня американська компанія — розробник та виробник літаків та іншої аерокосмічної техніки. Штаб-квартира в різний час розташовувалася у Фармінгдейлі, штат Нью-Йорк, Хагерстауні, штат Меріленд та Сан-Антоніо, штат Техас.

## Історія
Заснована Шерманом Фейрчайлдом 1929 року під назвою Fairchild Aviation Corporation у Фармінгдейлі.
На початку 1960-х компанія Шермана Фейрчайлда почала набувати акції компанії «Ріпаблік Авіейшн», завершивши поглинання в липні-вересні 1965 року.
З розробок компанії найвідомішим є штурмовик Фейрчайлд-Ріпаблік А-10 Тандерболт II.
У 2002 — 2003 роках придбана компанією M7 Aerospace.

## Літаки

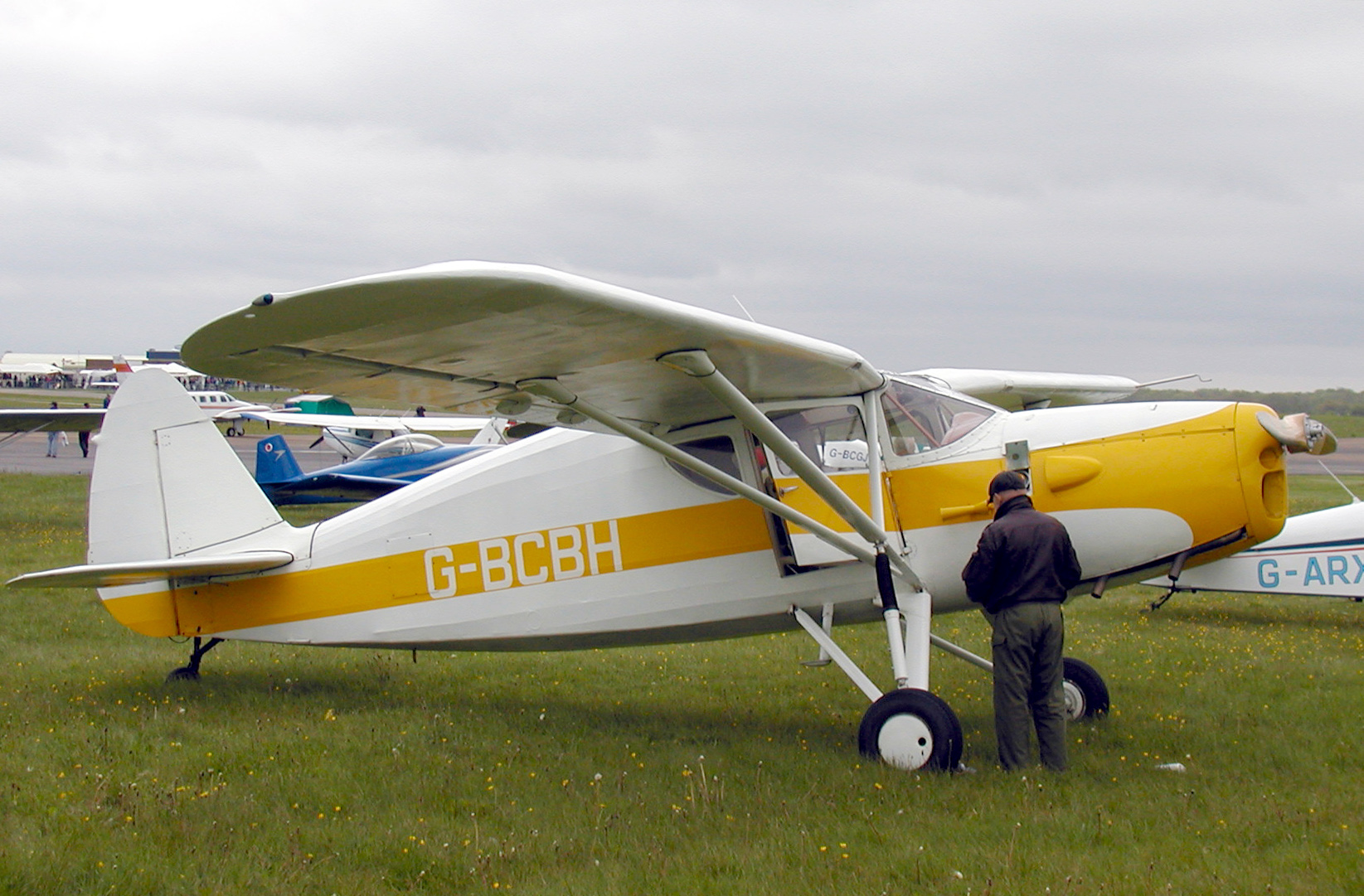
Fairchild Argus III, 1944

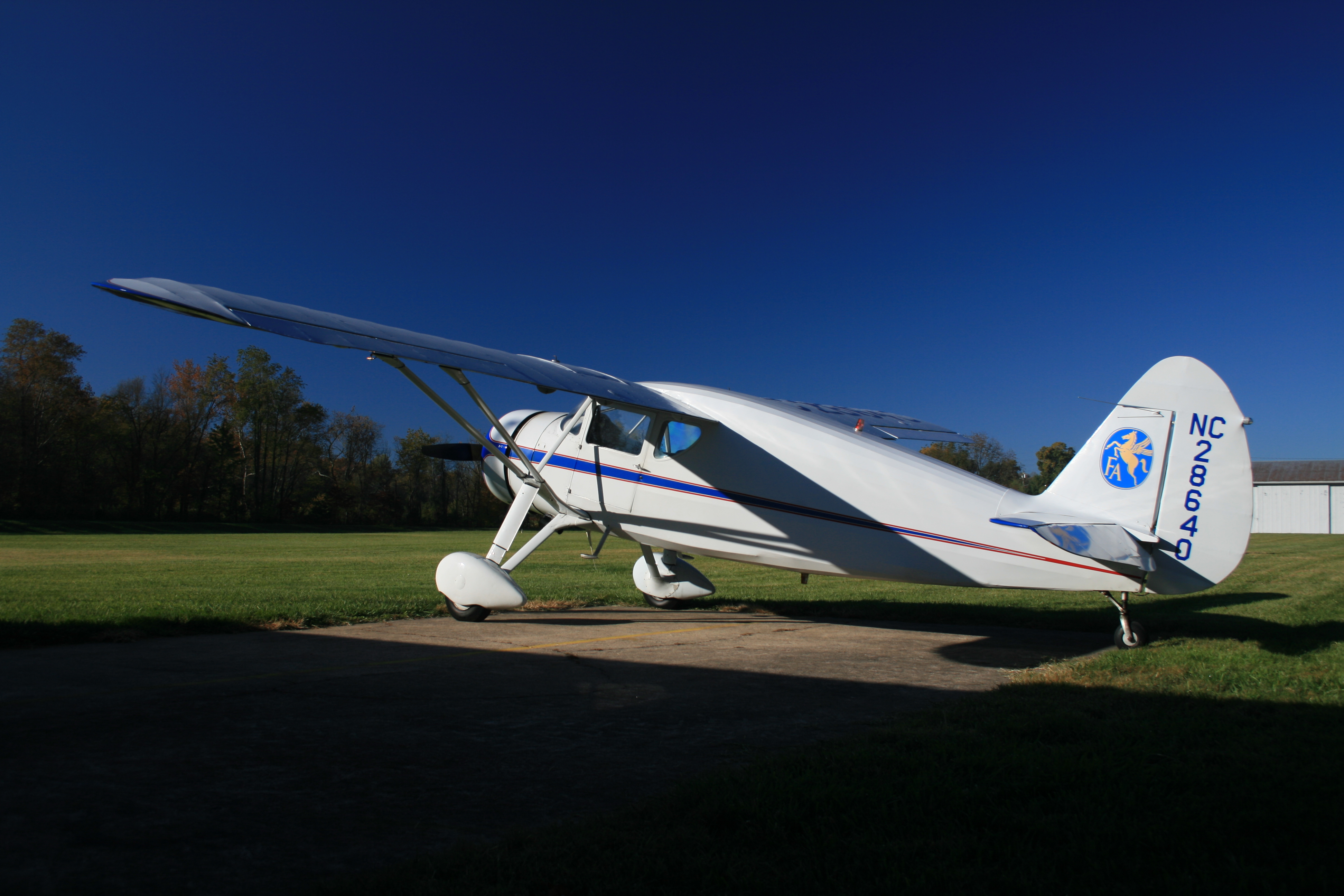
Fairchild 24, 1940

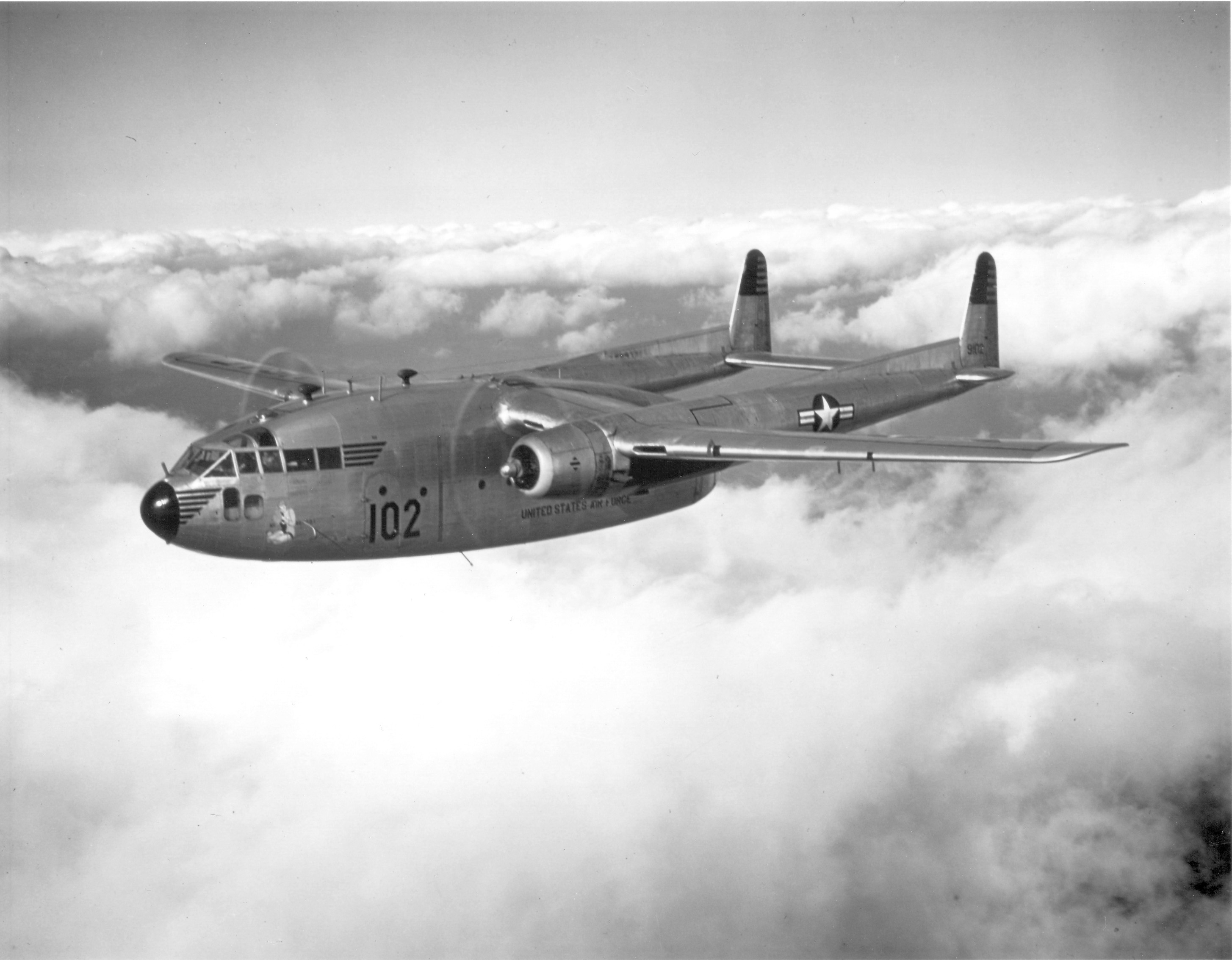
C-119 Flying Boxcars з 314-ї десантної групи ВПС

### Військові й транспортні літаки
- Air Sentry — літак берегової охорони
- C-26 Metro — тактичний ВТС
- С-82 Packet — транспортно-десантний літак
- ВТС С-119 Flying Boxcar
AC-119|AC-119G Shadow/AC-119К Stinger — важкий ударний літак
- ВТС С-120 Packplane
- C-123 — тактичний ВТС
AC/NC-123 Black Slot — важкий ударний літак
- F-91 Baby Clipper — літаючий човен

### Легкі, багатоцільові та навчальні літаки,безпілотний літальний апарат
- УТС AT-13
- УТС AT-14
- УТС AT-21 Gunner
- УБС AT-46
- УТС PT-19
- УТС PT-23
- УТС PT-26 Cornell
- AU-23 Peacemaker — легкий ударний літак з УВП
- BQ-3 — ударний БПЛА
- Fairchild 71 — легкий транспортний літак
- Fairchild SUPER 71 — легкий транспортний літак
- FC — легкий багатоцільовий літак
- T-46 Eaglet
- SA.227AEW — літак дальнього радіолокаційного стеження

### Пасажирські літаки
- Merlin II
- Merlin III
- Metro II
- Metro 23